# Teenage Queen
Teenage Queen est un jeu vidéo de poker érotique développé par la société française ERE Informatique et édité par Infogrames en 1988 sur Amiga et Atari ST. Il a été adapté sur Amstrad CPC et DOS en 1989.
Le jeu se démarque de la majorité des titres de strip-poker de l'époque en présentant des visuels entièrement dessinés à la main. Quelques voix et éclats de rires digitalisés accompagnent aussi la partie (au moins sur 16 bits). La difficulté de jeu est moyenne mais les passages à vide de l'opposante sont compensés par des coups de bluff. Le principe de jeu demeure assez classique et commun aux autres productions de ce type.

## À noter
- Malgré la présence d'un écran « insert data disk », aucune extension n'a jamais été commercialisée.
- Une version sur Apple 2GS a été faite en 1990 par Miami Software. Cette version n'a pas été éditée.
- Une conversion non officielle sur Nintendo DS a vu le jour en 2005. Les graphismes sont principalement tirés de la version Amiga (la plus colorée).
- Le jeu a été vendu aux alentours de 200 francs (20 £).

## Accueil
Pour Tilt, cette « Teenage Queen est très séduisante et comme les dessins sont très nombreux, il faut s'accrocher pour tout découvrir, d'autant plus qu'elle bluffe bien cette petite ». ACE estime que si la qualité ludique de ce type de jeu n'a pas bonne réputation, celui-ci se situe bien au-dessus de la moyenne. Le jeu a pourtant été bien accueilli par la presse française malgré une difficulté de jeu trop peu élevée qui altère la durée de vie du jeu. Pour Amiga User International, Teenage Queen est définitivement l'un des meilleurs jeux du genre mais il lui reproche son prix de vente plus élevé que les jeux de la série concurrente Strip Poker d'Anco.
- ACE 408/1000 • AUI 7/10 • Génération 4 92%[2] •  Tilt 15/20[3]